# Громадська безпека
Грома́дська безп́ека — це стан захищеності громадянського суспільства, що характеризується відсутністю небезпеки для життя та здоров'я людей, для їх спокою та майнових прав, для нормальної діяльності підприємств, установ і організацій незалежно від форм власності, для цілісності й збереження матеріальних цінностей.
Сучасне українське законодавство надає дещо розширене трактування терміна: «громадська безпека і порядок – захищеність життєво важливих для суспільства та особи інтересів, прав і свобод людини і громадянина, забезпечення яких є пріоритетним завданням діяльності сил безпеки, інших державних органів, органів місцевого самоврядування, їх посадових осіб та громадськості, які здійснюють узгоджені заходи щодо реалізації і захисту національних інтересів від впливу загроз».
Система зв'язків та відносин, яка і представляє суть громадської безпеки, складається відповідно до техніко-юридичних норм під час придбання та використання об'єктів, які становлять підвищену небезпеку для життя та здоров'я людей, майна (державного, колективного чи особистого), а також з початком особливих надзвичайних умов, пов'язаних зі стихійними лихами та іншими надзвичайними обставинами.